# ضميات
الضميات (بالإنجليزية: Vibrionales) هي رتبة من البكتيريا من طائفة المتقلبات غاما وتضم عائلة الضماوات.